# Mouriez
Mouriez é uma comuna francesa na região administrativa de Altos da França, no departamento de Pas-de-Calais. Estende-se por uma área de 15,72 km². Em 2010 a comuna tinha 251 habitantes (densidade: 16 hab./km²).